# Второй референдум о независимости Шотландии
Возможный повторный референдум о независимости Шотландии — референдум, проведение которого в законодательном порядке предложено представителями Национальной партии Шотландии и партии Зелёных Шотландии. В 2017 году Первый министр Шотландии и лидер Шотландской национальной партии Никола Стерджен объявила, что этот вопрос будет решён после завершения процедуры выхода Соединенного Королевства из ЕС. В 2020 году вступил в силу новый шотландский закон о референдумах в Шотландии. В марте 2021 года Правительство Шотландии представило на рассмотрение парламента Шотландии проект закона о новом референдуме о независимости, который планируется провести после окончания пандемии коронавируса и не позднее 2023 года. Окончательный законопроект, опубликованный 28 июня 2022 года, предусматривал проведение консультативного референдума 19 октября 2023 года по одному вопросу: «Должна ли Шотландия быть независимой страной?»
В связи с решением Верховного суда Великобритании от 23 ноября 2022 года проведение референдума явилось нецелесообразным.

## История

### Референдумы о деволюции
Вопросы конституционного устройства Великобритании были предметом рассмотрения двух королевских (общегосударственных) коммиссий, которые, начиная с 1969 года занимались проблемой децентрализации власти в послевоенной Великобритании. Первое предложение о деволюции в Шотландии было законодательно оформлено в 1976 году правительством лейбористов Каллагэна и вынесено на референдум 1979 года, в результате которого, несмотря на поддержку большинства проголосовавших, властные полномочия между Лондоном и Эдинбургом так и не были перераспределены. Несмотря на то, что в пользу деволюции высказалось большинство проголосовавших шотландцев, тем не менее, британский парламент заявил пост-фактум, что явка на референдуме оказалась недостаточно большой. Члену Парламента от Лейбористской партии удалось добиться утверждения пункта, согласно которому для принятия решения достаточно согласия 40 % всего электората. С 1979 по 1997 годы реформы конституционного значения в Великобритании не проводились. Вскоре после возвращения британских лейбористов к власти был проведен новый референдум 1997 года. На этот раз желание электората было выражено достаточно убедительно, избиратели высказались за создание местного парламента и за его возможность регулировать базовую ставку подоходного налога.

### Референдум 2014 года
15 октября 2012 премьер-министром Великобритании Дэвидом Кэмероном и первым министром Шотландии Алексом Салмондом было подписано межправительственное соглашение, определившее порядок проведения референдума о независимости Шотландии осенью 2014 года. Заключение данного соглашения позволяло использовать административно-правовую процедуру 30 раздела Акта о Шотландии 1998 года и избавляло стороны от затяжного судебного разбирательства по вопросам неписаной Британской конституции.
По результатам всех 32 шотландских регионов, которые участвовали в референдуме, «Нет» независимости сказали около 55 % избирателей, «За» — 45 %. Сторонники независимости победили в четырёх округах из 32.

### Референдум относительно членства Великобритании в ЕС
Референдум относительно членства Великобритании в ЕС прошел в Великобритании и Гибралтаре 23 июня 2016 года.
Результаты проведения данного референдума:
- 51,9 % избирателей изъявили свое желание покинуть ЕС.
- 48,1 % избирателей пожелали остаться в составе Европейского союза.

Шотландцы и жители Северной Ирландии в целом изъявили свое желание остаться в составе ЕС, а вот валлийцы и англичане, не считая Лондона, проголосовали за выход. Именно в связи с этим распределением волеизъявления и началось обсуждение второго референдума о независимости. Первый министр Шотландии и лидер Шотландской национальной партии Никола Стерджен объявила возможные даты: 2018 или 2019 год. Премьер-министр Великобритании Тереза Мэй и правительство Королевства решительно раскритиковало идею. Консенсус был достигнут, когда Никола Стерджен объявила, что вопросы будут обговорены после завершения процедуры выхода Соединённого Королевства из ЕС. Однако в 2020 году новое правительство консерваторов во главе с Борисом Джонсоном категорически отклонило требование шотландцев о новом референдуме.

### Закон 2020 года о референдумах
29 мая 2019 года Правительство Шотландии опубликовало законопроект о процедуре проведения референдумов в Шотландии. Согласно этому документу, второй референдум о выходе Шотландии из состава Великобритании мог бы пройти до конца 2021 года. Законопроект обрел силу в виде так называемого «рамочного закона» 19 декабря 2019 года, когда стало ясно, что Великобритания, подписав «Договор о выходе [из Европейского союза]», выйдет из ЕС 31 января 2020 года. Данный закон предполагает принятие шотландским правительством соответствующих подзаконных актов, которые легализируют проведение любого референдума на территории Шотландии.
Несмотря на официальный отказ Бориса Джонсона на соответствующий запрос от Николы Стержден, 30 января 2020 года Парламент Шотландии проголосовал большинством голосов за проведение повторного референдума о независимости в 2020 году, в то время как, согласно опросам общественного мнения, на этот раз небольшое большинство шотландцев все же смогут поддержать независимость в знак протеста против выхода Великобритании из ЕС. Неоднократные опросы общественного мнения, проведенные в конце 2020 года, показали, что почти 60 % избирателей в стране предпочтут независимость жесткому варианту брексита, в то время как две трети опрошенных (64 %) считают, что правительство Великобритании обязано предоставить право нового референдума о независимости.

### Программа ШНП 2021 года по вопросу независимости
В конце января 2021 года, в преддверии очередных выборов в шотландский парламент, намеченных на май 2021 года, Шотландская национальная партия опубликовала программу достижения независимости из 11 пунктов. Согласно данному документу, в случае отказа правительства Великобритании в процедурном оформлении на уровне Соединенного королевства, правительство Шотландии предложит оспорить проведение такого совещательного референдума через суд.
22 марта Парламент Шотландии принял к рассмотрению предложенный ШНП законопроект о проведении нового референдума о независимости до конца 2021 года.

### Кампания 2022 года и билль о референдуме
13 июня 2022 года Первый министр Никола Стерджен объявила о начале второй кампании за независимость, с учётом того, что референдум планировалось провести до конца 2023 года. В совместном заявлении коалиционного правительства ШНП и партии Зелёных 14 июня, первый министр заявила, что, в случае отказа правительства Великобритании от переговоров относительно так называемого 30 раздела Акта о Шотландии 1998 г., правительство Шотландии будет использовать иные законные способы достижения независимости. Основные тезисы новой кампании за независимость описаны в серии правительственных публикаций под общим названием «Строя новую Шотландию».
28 июня 2022 года Первый министр Никола Серджен представила в парламент Шотландии новый законопроект «О референдуме за независимость Шотландии», по которому новое общенародное голосование назначено на 19 октября 2023 года. Одновременно с этим, Первый министр обратилась с письмом к премьер министру Великобритании о желании начать незамедлительные переговоры о предоставлении соответствующих полномочий согласно так называемому 30 разделу Закона о Шотландии 1998 года. Она также поручила Лорду-адвокату Шотландии обратиться за соответствующей надзорной проверкой в Верховный суд Великобритании для разъяснения правовой позиции Парламента Шотландии по данному вопросу. В своем обращении Лорд-адвокат Шотландии указала на тот правовой факт, что, в рамках законопроекта, роль предстоящего совещательного референдума состоит только в отражении мнения населения, а не его прямого волеизъявления, обязательного к исполнению и, таким образом, потенциально затрагивающего бы вопросы союза королевств Англии и Шотландии. В случае отказа или негативного решения суда, коалиционные партии будут считать победу на следующих национальных выборах в Шотландии как автоматически легитимирующие начало процесса переговоров о независимости.

### Отмена референдума
23 ноября 2022 года Верховный суд Великобритании единогласно постановил, что, в соответствии с Актом о Шотландии 1998 года, Шотландский парламент в рамках своей компетенции не имеет права принимать законодательство в вопросах, относящихся к конституционному устройству Великобритании.

## Право голосования
В соответствии с законом о референдуме 2010 года, следующие категории лиц имели право принять участие в референдуме:
- граждане Великобритании, проживающие в Шотландии;
- граждане стран Содружества, проживающие в Шотландии;
- граждане стран ЕС, проживающие в Шотландии;
- члены Палаты лордов, проживающие в Шотландии;
- военнослужащие Соединенного Королевства, зарегистрированные как избиратели в Шотландии;
- служащие британского Правительства, зарегистрированные как избиратели в Шотландии.

Также, ШНП предложила снизить возрастной избирательный ценз с 18 до 16 лет. В январе 2012 года член шотландского Парламента от лейбористов Элейн Марри предложила обсудить вопрос о предоставлении избирательного права шотландцам, которые проживают за пределами страны. Правительство Шотландии отклонило инициативу, поскольку при этом сложность проведения референдума возрастет. Кроме того, Кабинет министров привёл положение Комитета по правам человека ООН, согласно которым экстерриториальный референдум может быть поставлен под сомнение другими государствами. В Палате лордов баронессой Саймонс была озвучена идея о предоставлении избирательного права всем гражданам Соединенного Королевства, поскольку результаты голосования повлияют на всю страну в целом, однако это предложение было отвергнуто правительством. При этом лорд Уоллес отметил, что всего 2 из 11 совещательных референдумов, проведенных в Великобритании с 1973, предполагали участие граждан из всех частей Соединенного королевства.
Согласно новому закону «О референдумах в Шотландии» от 2020 года, избирательное право было также предоставлено всем резидентам Шотландии, независимо от гражданства, включая заключенных, у которых срок заключения не превышает 12 месяцев.

## Вопросы легитимности
Великобритания не является в строгом смысле слова ни унитарным государством, ни федерацией, где суверенитет следует чёткой вертикали власти или же разделён между разными уровнями власти. Например, Северная Ирландия и Шотландия имеют собственные системы права и автономные законодательные органы, наделённые народным суверенитетом и формирующие автономные правительства с всеохватывающими функциями Короны. Для проведения референдума о независимости Шотландии в 2014 году, чтобы избежать затяжного судебного разбирательства по вопросам неписаной конституции Великобритании, потребовалось заключение специального межправительственного соглашения в рамках так называемой «процедуры 30 раздела» закона Великобритании 1998 года о Парламенте Шотландии, которая предусматривает временное делегирование государственных полномочий для решения вопросов, касающихся союзного государства. По мнению некоторых экспертов по международному праву, правительству Шотландии отнюдь не требуется никакого разрешения на проведение законного референдума, предметом которого является право наций на самоопределение, широко признаваемого странами-членами ООН. Другие авторитетные источники утверждают, что данный конституционный вопрос неписаной конституции Великобритании никогда не оспаривался в суде, а потому решение по нему будет содержать высокий процент неопределённости. 
«В соответствии с правовыми нормами, для того, чтобы Шотландии стать независимой, референдум не требуется». — справочный документ Палаты Общин Парламента Великобритании, 2021 г. 
В этой связи, эксперты палаты Общин сделали заключение, что, в соответствии с правовыми конституционными нормами, Шотландии вообще не требуется референдума для обретения независимости. Возможно, что данное утверждение базируется на том факте, что Великобритания не имеет единой внутрегосударственной правовой юрисдикции в силу межправительственного Союзного договора 1706 года, в то время как закон о шотландском Парламенте 1998 года (в параграфе 2(1), 5 раздела) оставляет королевскую прерогативу (включая право на расторжение международных договоров, в том числе, заключенных до даты образования союзного государства в 1707 году) вне числа полномочий, находящихся в ведении Парламента Великобритании. Данный юридический факт теоретически позволяет шотландским министрам, которые, наравне с британским министрами, являются членами Тайного совета Его Величества, дать правообязующий совет Короне (в праве Шотландии) на расторжение данного договора: либо в одностороннем порядке, либо через переговоры с правительством, представляющим интересы Англии. Одновременно с этим, в соответствии с юридической экспертизой, официально данной Правительству Шотландии в 2019 году, шотландские министры имеют законное вправо самостоятельно заниматься рассмотрением и разработкой необходимого законодательства в целях продвижения независимости и соответствующих референдумов.